# Hypnum rigidum
Hypnum rigidum är en bladmossart som beskrevs av Reinwardt och Hornschuch 1829. Hypnum rigidum ingår i släktet flätmossor, och familjen Hypnaceae. Inga underarter finns listade i Catalogue of Life.